# Anne Golon
Simonne Changeux (Toulon, 17 december 1921 – Le Chesnay of Versailles, 14 juli 2017), bekend onder haar auteursnaam Anne Golon, was een Franse schrijfster.
Ze is vooral bekend van het epos Angélique, dat na het succes van een eerste enkele volumineuze roman met die titel in een reeks kortere historische avonturenromans werd uitgesponnen en opgesplitst, die werd gepubliceerd in 13 afleveringen, vertaald in meer dan 20 talen. Tussen 1957 en 1985 werden er wereldwijd ongeveer honderd miljoen exemplaren verkocht en de reeks werd ook in 5 afleveringen verfilmd, waarbij de verfilmingen bijdroegen aan de verdere populariteit van de boekenserie.

## Levensloop
Anne Golon bracht haar jeugd door in Cherbourg en haar jeugd in Versailles, waar ze op 18-jarige leeftijd haar eerste boek schreef.
Als journalist in Congo-Brazzaville ontmoette ze in 1947 de 19 jaar oudere ingenieur Vsevolod Sergejevitsj de Goloubinoff, een in 1903 in het Ottomaanse Rijk geboren Fransman van Russische afkomst (geboren op 23 augustus 1903 te Constantinopel – overleden 12 juli 1972). Deze geoloog en scheikundige was een erudiete polyglot, die elf talen sprak en goudmijnen in Azië en Afrika onderzocht. 
In 1952 begon Anne Golon, geholpen met onderzoek door haar echtgenoot, een historische roman over de 17e eeuw, die het leven vertelt van haar fictieve heldin Angélique, bijgenaamd de Marquise des Anges, een tijdgenote van koning Lodewijk XIV van Frankrijk. Haar roman Angélique, Marquise des Anges verscheen voor het eerst in 1956 in Duitsland, onder de naam Anne Golon, het jaar daarop in de Frane krant France Soir onder de namen Anne en Serge Golon, en vervolgens in 1958 in de Verenigde Staten, onder de gecombineerde naam Sergeanne Golon.
De oorspronkelijke historische roman werd uitgesponnen in een serie van meerdere afgeleide en aangepaste afleveringen waarin het verhaal werd opgesplitst in vele kortere delen, die daardoor ook in goedkope pocket-uitvoeringen op de markt konden worden gebracht en daardoor en tevens door de verfilmingen ervan een commercieel succes werden. De reeks werd voor het grote publiek geschreven samen met haar echtgenote in de jaren 1957-1985. Van deze historische sage verschenen tussen 1953 en 1985 13 delen en werden in meer dan 20 talen vertaald. Tussen 1964 en 1968 werden de avonturen van de heldin verfilmd in vijf Angélique-films, geregisseerd door Bernard Borderie.
In 1959 verhuisde Anne Golon met haar gezin naar Crans-Montana in Zwitserland. Na een laatste geologische missie in Afrika werd Serge Golon in 1961 kunstschilder, tot aan zijn dood in 1972.
In de jaren negentig raakte Anne Golon in conflict met haar uitgever Hachette om het bedrag aan betaakde royalty's te controleren. In 1995 beval de rechtbank van Parijs de uitgeverij 50% en niet 30% van haar rechten terug te geven. Een definitieve schikking kwam in 2004.
Anne Golon schreef vervolgens het vervolg op het verhaal van Angélique, terwijl ze de serie vanaf het begin hervatte. Ze had namelijk opgemerkt dat de oude uitgeverijen delen van haar originele tekst zonder haar toestemming hadden aangepas, een inbreuk op haar morele auteursrechten.
Zes delen van deze nieuwe uitgebreide Angélique-serie worden uitgegeven door Éditions de l'Archipel. Van Angélique is ook een musical, een opera en een manga gemaakt
Ondanks het succes eindigde auteur Anne Golon haar leven in armoede. Na het overlijden van haar echtgenoot Serge in 1972 bleef zij doorgaan met schrijven en bracht ze tegelijkertijd hun vier kinderen groot. Tussen de dood van Serge in 1972 en 1985 schreef Anne nog vier delen van de reeks. In de jaren negentig werd Anne echter genodzaakt een rechtszaak aan te spannen tegen het Franse uitgeversconcern Hachette wegens misbruik van auteursrechten en een enorm bedrag aan onbetaalde royalty's. In 2006, na een juridische strijd van bijna tien jaar, bereikte ze een overeenkomst waarin kwam vast te staan dat zij de enige auteursrechthebbende op de Angélique-serie werd.
Op 14 juli 2017 overleed ze aan peritonitis.

## Erkenning
Anne Golon werd geëerd als Officier in de Orde van Kunst en Letteren. In 2010 ontving ze deze onderscheiding uit de handen van Frédéric Mitterrand, de toenmalige Minister van Cultuur.
- Biblioteca Nacional de España: XX4660441
- Bibliothèque nationale de France: cb11905341g (data)
- CiNii: DA01129920
- Gemeinsame Normdatei: 113169191
- International Standard Name Identifier: 0000 0001 1691 7284
- Library of Congress Control Number: n50034563
- Nationale Bibliotheek van Letland: 000005127
- Bibliotheek van het Japanse parlement: 00441225
- Nationale Bibliotheek van Tsjechië: jx20031130052
- Nationale Bibliotheek van Israël: 987012494626405171
- Nationale Bibliotheek van Polen: a0000002907105
- Nationale en Universitaire bibliotheek Zagreb: 000095900
- Nederlandse Thesaurus van Auteursnamen: 068887752
- Russische Staatsbibliotheek: 000083117
- Istituto Centrale per il Catalogo Unico: CFIV000157
- Système universitaire de documentation: 026896370
- Virtual International Authority File: 100228637
- WorldCat: E39PBJf8tWP9WkKTkKKJYrxFKd